# Python (zwierzęta)
Python – rodzaj węży z rodziny pytonów (Pythonidae).

## Zasięg występowania
Rodzaj obejmuje gatunki występujące w Afryce (Mauretania, Senegal, Gambia, Gwinea Bissau, Gwinea, Sierra Leone, Liberia, Wybrzeże Kości Słoniowej, Ghana, Burkina Faso, Togo, Benin, Nigeria, Kameron, Republika Środkowoafrykańska, Mali, Niger, Czad, Sudan, Etiopia, Erytrea, Uganda, Demokratyczna Republika Konga, Angola, Zambia, Rwanda, Burundi, Gabon, Kongo, Somalia, Kenia, Tanzania, Namibia, Mozambik, Zimbabwe, Botswana i Południowa Afryka) oraz Azji (Pakistan, Indie, Sri Lanka, Nepal, Bhutan, Bangladesz, Chiny, Mjanma, Tajlandia, Laos, Kambodża, Wietnam, Malezja, Singapur i Indonezja).

## Systematyka

### Etymologia
- Python: w mitologii greckiej Pyton (gr. Πυθων Puthōn) był wężem lub smokiem, strzegącym wyroczni Temidy w Delfach[9].
- Enygrus: gr. ενυγρος enugros „żyjący w wodzie, wodny”[3][10]. Gatunek typowy: Boa regia Shaw, 1802.
- Heleionomus: gr. ελειος heleios „bagnisty”[11]; νομος nomos „pastwisko, siedziba”[12]. Gatunek typowy: Heleionomus variegatus J.E. Gray, 1842 (= Python sebae natalensis Smith, 1840).
- Hortulia: J.E. Gray nie wyjaśnił pochodzenia nazwy rodzajowej[5]. Gatunek typowy: Python sebae natalensis Smith, 1840.
- Aspidoboa: gr. ασπις aspis, ασπιδος aspidos „tarcza”[13]; łac. boa „rodzaj wodnego węża”[14]. Gatunek typowy Python curtus Schlegel, 1872.
- Shireenhoserus: Shireen Hoser, żona autora[7]. Gatunek typowy: Python anchietae du Bocage, 1887.

### Podział systematyczny
Do rodzaju zaliczane bywają również gatunki z rodzaju Malayopython, jednak prawdopodobnie są bliżej spokrewnione z gatunkami zaliczanymi do rodzajów Morelia, Leiopython, Liasis, Antaresia, Aspidites, Apodora i Bothrochilus niż z gatunkami zaliczanymi do rodzaju Python. Do rodzaju należą następujące gatunki: 
- Python anchietae – pyton angolski
- Python bivittatus
- Python breitensteini – pyton borneański
- Python brongersmai – pyton krwisty
- Python curtus – pyton krótkoogonowy[17]
- Python kyaiktiyo
- Python molurus – pyton tygrysi[17]
- Python natalensis – pyton południowoafrykański
- Python regius – pyton królewski[17]
- Python sebae – pyton skalny[17]